# Der Neuerer
Die Zeitschrift Der Neuerer – Zeitschrift für Erfindungs- und Vorschlagwesen war Bestandteil des Neuererwesens der DDR, bei dem Arbeiter, Bauern und Angestellte ermutigt wurden, Verbesserungsvorschläge zu machen, um die Produktivität an ihrem Arbeitsplatz zu steigern. Die Zeitschrift enthielt vor allem Erfahrungsberichte aus der Neuererbewegung und machte mit rechtlichen und organisatorischen Problemen im Erfindungs- und Patentwesen vertraut.
Herausgegeben wurde die monatlich erscheinende Zeitschrift vom Amt für Erfindungs- und Patentwesen der DDR. Vom ersten Jahrgang 1952 bis zum 13. Jahrgang 1964 erschien die Zeitschrift unter dem Titel Erfindungs- und Vorschlagwesen im Deutschen Zentralverlag, Berlin. Als Der Neuerer erschien sie ab dem 14. Jahrgang 1965 im Verlag Die Wirtschaft, Berlin. Sie wurde im 39. Jahrgang mit der Ausgabe 4/1990 eingestellt.